# Francesco Maria Traina
Francesco Maria Traina (Castronovo di Sicilia, 5 febbraio 1838 – Patti, 17 novembre 1911) è stato un vescovo cattolico italiano.

## Biografia
Nacque il 5 febbraio 1838 a Castronovo di Sicilia. Frequentò gli studi umanistici e teologici presso il Seminario di Agrigento e il 21 settembre 1861 venne ordinato presbitero.
Rientrato nel suo paese natio, ne divenne, nel 1871, arciprete distinguendosi per l'incremento di molteplici opere di carità soprattutto dopo la pubblicazione dell'enciclica Rerum novarum (1891) di Leone XIII: fondò una Cassa rurale per gli agricoltori schiacciati dall'usura e un Circolo Cattolico per la promozione della «questione sociale».
Fu eletto vescovo di Patti il 22 giugno 1903 e consacrato il successivo 29 giugno nella Chiesa di Sant'Apollinare in Roma dal cardinale Pietro Respighi.
Prese possesso della diocesi di Patti il 27 agosto 1903 mediante procura del vicario capitolare can. Giardina e fece l'ingresso solenne la domenica 14 settembre.
Morì a Patti il 17 novembre 1911.

## Genealogia episcopale
La genealogia episcopale è:
- Cardinale Scipione Rebiba
- Cardinale Giulio Antonio Santori
- Cardinale Girolamo Bernerio, O.P.
- Arcivescovo Galeazzo Sanvitale
- Cardinale Ludovico Ludovisi
- Cardinale Luigi Caetani
- Cardinale Ulderico Carpegna
- Cardinale Paluzzo Paluzzi Altieri degli Albertoni
- Papa Benedetto XIII
- Papa Benedetto XIV
- Papa Clemente XIII
- Cardinale Marcantonio Colonna
- Cardinale Giacinto Sigismondo Gerdil, B.
- Cardinale Giulio Maria della Somaglia
- Cardinale Carlo Odescalchi, S.I.
- Cardinale Costantino Patrizi Naro
- Cardinale Lucido Maria Parocchi
- Cardinale Pietro Respighi
- Vescovo Francesco Maria Traina